# Frederick Robinson
Frederick John Robinson (ur. 1 listopada 1782 w Londynie, zm. 28 stycznia 1859 tamże) – brytyjski polityk, premier Zjednoczonego Królestwa Wielkiej Brytanii i Irlandii w latach 1827–1828.

## Życiorys

### Wczesne lata życia i początki kariery politycznej
Był synem Thomasa Robinsona, 2. barona Grantham, i lady Mary Yorke, córki 2. hrabiego Hardwicke. Wykształcenie odebrał w Harrow School oraz w St John’s College na Uniwersytecie Cambridge. W 1806 r. został wybrany do Izby Gmin jako reprezentant okręgu Carlow Borough. Od 1807 r. reprezentował okręg wyborczy Ripon. W 1812 r. został członkiem Tajnej Rady.
W 1812 r. został wiceprzewodniczącym Zarządu Handlu. W latach 1813–1817 był ponadto płacmistrzem armii, wspólnie z Charlesem Longiem. Jako wiceprzewodniczący Zarządu Handlu odpowiadał za przyjęcie w 1815 r. ustaw zbożowych. W 1818 r. został członkiem gabinetu jako przewodniczący Zarządu Handlu. W 1823 r. został kanclerzem skarbu. Okres jego urzędowania charakteryzował się trudnościami ekonomicznymi. Dziennikarz William Cobbett nadał Kanclerzowi ironiczny przydomek „Prosperity Robinson”.

### Na czele rządu
Kiedy w 1827 r. premierem został George Canning, Robinson, kreowany 1. wicehrabią Goderich, został ministrem wojny i kolonii oraz przewodniczącym Izby Lordów. Po rychłej śmierci Canninga stanął na czele rządu złożonego z postępowych torysów (tzw. „Canningites”) oraz wigów. Rząd Godericha przetrwał od sierpnia 1827 do stycznia 1828 r. i nie zebrał się nigdy na sesji parlamentu. Goderich nie był także w stanie efektywnie pokierować pracą skłóconego gabinetu. W styczniu 1828 r. podał się do dymisji. Nowym premierem został książę Wellington.

### Dalsze lata
Goderich powrócił do gabinetu w 1830 r., kiedy otrzymał tekę ministra wojny i kolonii w wigowskim gabinecie lorda Greya. W 1833 r. otrzymał tytuł 1. hrabiego Ripon i stanowisko Lorda Tajnej Pieczęci. Zrezygnował w 1834 r. na tle sporu o likwidację Kościoła Irlandii. W 1841 r. został przewodniczącym Zarządu Handlu w konserwatywnym gabinecie Roberta Peela. W latach 1843–1846 był przewodniczącym Rady Kontroli.
W latach 1830–1833 lord Goderich był prezesem Królewskiego Towarzystwa Geograficznego. W latach 1834–1845 był prezesem Królewskiego Towarzystwa Literatury.
Był żonaty z lady Sarah Hobart. Ich syn, George, odziedziczył po śmierci ojca tytuł hrabiego Ripon. Był ministrem wielu liberalnych rządów i wicekrólem Indii.

## Gabinet lorda Goderich, sierpień 1827 – styczeń 1828
- premier, pierwszy lord skarbu: Frederick Robinson, 1. wicehrabia Goderich
- lord kanclerz: John Copley, 1. baron Lyndhurst
- lord przewodniczący Rady: William Bentinck, 4. książę Portland
- lord tajnej pieczęci: George Howard, 6. hrabia Carlisle
- minister spraw wewnętrznych: Henry Petty-Fitzmaurice, 3. markiz Lansdowne
- minister spraw zagranicznych: John Ward, 1. hrabia Dudley
- minister wojny i kolonii: William Huskisson
- kanclerz skarbu: John Charles Herries
- generał artylerii: Henry Paget, 1. markiz Anglesey
- przewodniczący Zarządu Handlu: Charles Grant
- przewodniczący Rady Kontroli: Charles Watkin Williams-Wynn
- pierwszy komisarz ds. lasów: William Sturges Bourne
- Kanclerz Księstwa Lancaster: Nicholas Vansittart, 1. baron Bexley
- sekretarz ds. wojny: Henry Temple, 3. wicehrabia Palmerston